# Фитри (озеро)
Фи́три — бессточное реликтовое озеро, находится в центральной Африке, на территории Чада, в 278 км к востоку от Нджамены. Обычно озеро имеет площадь около 50 000 га, однако в дождливые годы эта цифра может утраиваться. Глубина этого пресноводного озера не велика, озеро питается за счёт сезонных осадков и стока от своего бассейна, имеющего площадь около 70 000 км². В дождливое время озеро также питается за счёт стока реки Батха, несущей свои воды с массива Уаддай на запад.
Как и другое, крупнейшее в стране озеро Чад, в древности площадь Фитри была значительно больше. Согласно Рамсарской конвенции, озеро признано имеющим международное значение в качестве водно-болотного угодья. В особенно сильную засуху озеро может пересыхать, как это произошло в начале XX века и ещё раз в 1984—1985 годах.